# Mimopogonius hovorei
Mimopogonius hovorei är en skalbaggsart som beskrevs av Martins och Maria Helena M. Galileo 2009. Mimopogonius hovorei ingår i släktet Mimopogonius och familjen långhorningar. Inga underarter finns listade i Catalogue of Life.